# Tropidophoxinellus spartiaticus
Tropidophoxinellus spartiaticus és una espècie de peix cipriniforme de la família dels ciprínids.

## Morfologia
- Els mascles poden assolir 9,5 cm de longitud total.[5][6]

## Alimentació
Menja invertebrats i plantes.

## Hàbitat
És un peix d'aigua dolça i de clima subtropical.

## Distribució geogràfica
Es troba a Europa: Grècia.

## Estat de conservació
Es troba amenaçat d'extinció a causa de la contaminació de l'aigua i la destrucció del seu hàbitat natural.